# Парламентские выборы в Иордании (2010)
Досрочные парламентские выборы в Иордании прошли 9 ноября 2010 года. Король Иордании Абдалла II распустил Народное собрание Иордании в ноябре 2009 года, хотя очередные парламентские выборы должны были пройти в ноябре 2011 года. Большинство в парламенте получили проправительственные и племенные кандидаты. 17 депутатов оказались из оппозиционных партий, исключая Фронт исламского действия (партия ассоциации Братья-мусульмане). Из 140 депутатов 78 были избраны в первый раз. Явка составила 53%.

## Предвыборная обстановка
Король Абдалла II распустил парламент в 2009 году на основании того, что тот „не смог обеспечить нужды народа“.

## Международное наблюдение
Выборы стали первыми, на которых правительство разрешило присутствие международных наблюдателей. На выборах было 250 наблюдателей из других стран. Иордания критиковалась за нарушения свободы слова из-за арестов тех, кто призывал к бойкоту выборов, хотя Национальный демократический институт заявил об улучшении по сравнению с предыдущими выборами 2007 года.